# Paměťový palác
Paměťový palác je mnemotechnický systém sloužící k zapamatování většího množství pojmů pomocí jejich vybavování na určitém místě.

## Původ
Tato metoda je známá také pod názvem „metoda tras“ nebo „metoda loci“ (v latině sg. locus, pl. loci = místo/místa). Metoda byla používána již řečníky ve starém Řecku. Básník Simonides z Keosu, jenž jediný přežil zřícení paláce, v němž se konala velká hostina, dokázal po paměti správně identifikovat mrtvoly s jinak příliš poškozenými těly pouze podle dříve zapamatovaného zasedacího pořádku (velká kniha technik). Nebo Cicero, který používal jako svoji paměťovou cestu Forum Romanum (část Říma).

## Popis
Nejdříve je třeba si zvolit dobře známé místo, např. svůj pokoj, nebo cestu do práce. Dále tímto místem v mysli procházíme a ke každému jeho záchytnému bodu přidáváme po jednom pojmu/údaji, který si chceme uložit do paměti. Poté procházíme postupně místem a vybavujeme si přiřazené pojmy.

## Přednosti metody
Paměťového paláce vynikají zejména, když si potřebujeme zapamatovat dlouhou posloupnost (nesouvisejících) prvků, nebo časový sled událostí, např. důležitých bodů proslovu.

## Zapamatovávání pojmů
Jednotlivé pojmy se nám do paměti tím lépe vryjí, čím si je představíme bizarněji nebo jinak zajímavě, aby v paměti snáze utkvěly. Doporučuje se vymýšlet co nejkreativnější spojení míst a pojmů, nebát se sáhnout hluboko do fantazie k neskutečným výjevům, snáze se nám pak vybaví. K lepšímu vybavení vytvořených spojení pojmů a míst může dopomoci zapojení co nejvíce smyslů (představa vzhledu, zvuku, vůně, chuti, pocitu z doteku), čím jasnější představy, tím lépe. Dále je třeba představit si zapamatovávanou informaci co nejostřeji. Vybavit si celý obraz v mysli. Pokud si zapamatováváme malou věc, např. tužku, lépe se v paměti uloží, když si ji představíme hodně zvětšenou.

## Výběr tras
Trasy pro zapamatování si vybíráme z nám velmi dobře známých míst. Může se jednat i o místa z minulosti (např. náš dětský pokoj, byt kde jsme dříve žili). Jako paměťové trasy nám mohou dále sloužit známé místnosti (v bytě, kde právě jsem, ve škole, v kině), cesty kudy chodíváme (do školy, cesta obvyklé procházky, cesta určitou částí města, zastávky MHD) nebo třeba trasa po lidském těle (hlava – krk – rameno – ruka…).

## Výběr záchytných bodů
Body na trase by měl ležet v přibližně stejné výšce za sebou, abychom při opětovném procházení trasy na některý nezapomínali. Body mohou ležet daleko i blízko, ale doporučuje se nedávat si víc než tři body na jeden metr. Vhodnější je vybírat si větší výrazné předměty nebo výrazná místa, jež mají na trase své pevné místo. Pokud si zvolíme drobnější předmět, obvykle se zapamatovává hůře, pomůže však když k němu máme nějaký hlubší citový vztah, ať už pozitivní či negativní (např. malá porcelánová soška na poličce, kterou jsme dostali darem od kamarádky, ale vlastně se nám moc nelíbí).

## Změny na trasách
Když se něco v dříve naučené trase změní (např. zboří se dům na naší cestě do práce, která je jednou z našich dříve naučených paměťových tras), je na nás, zda si upravíme i svoji paměťovou trasu či budeme dále pracovat se starou verzí trasy.
Trasy je vhodné vytvářet vždy v jednom směru od začátku do konce. Délku trasy je praktické mít nastavenou na počet dělitelný deseti, snáz se pak kontroluje, že jsme prošli všemi body. Když chceme některou trasu prodloužit, doporučuje se přidávat po desítkách bodů.

## Trénování tras
Pro zapamatování bodů na trase si je lze trénovat ve volných chvilkách, procházet si trasami v myšlenkách během volných chvil, např. pří jízdě v MHD. Pokud nám některý bod trasy opakovaně vypadává z paměti, můžeme ho buď vypustit, nebo mu dodat více detailů, abychom si ho snáze zapamatovali. Časem se stává procházení trasy v paměti velmi plynulé, podobně jako např. dlouhý záběr kamery po bytě. Necvičený začátečník si zvládne během chvilky zapamatovat řadu 40 věcí.